# Нижняя Туарма (Самарская область)
Ни́жняя Туа́рма (чув. Анат Тӑварӑм) — посёлок в Шенталинском районе Самарской области в составе сельского поселения Туарма.

## География
Находится на расстоянии примерно 15 километров по прямой на северо-восток от районного центра станции Шентала.

## История
Основан на землях, купленных в 1750 году у Надыра Кульметева служилыми чувашами, переселенцами из деревни Нижняя Туарма (Симбирская губерния).

## Население
Постоянное население составляло 76 человек (чуваши 95 %) в 2002 году, 71 в 2010 году,35 в 2022